# Febbre da cavallo
Febbre da cavallo è un film del 1976 diretto da Steno.
Interpretato da Gigi Proietti ed Enrico Montesano, con Francesco De Rosa, Mario Carotenuto, Catherine Spaak, Gigi Ballista, Ennio Antonelli e Adolfo Celi, la sceneggiatura venne ideata da Massimo Patrizi con la collaborazione di Alfredo Giannetti e fu poi rimaneggiata in fase di pre-produzione.
I protagonisti sono tre amici con la passione per le scommesse ippiche, costretti a inventare stratagemmi e raggiri di ogni genere per raggranellare il denaro necessario a sovvenzionare la loro costosa e fallimentare passione: la sfortuna e la loro atavica imperizia li portano a indebitarsi al punto da doversi inventare una grossa quanto assurda truffa per truccare una corsa. Febbre del gioco, ossessione della scommessa e della fortuna si mescolano in una Roma di borgata, un po' scalcagnata e fumettistica, popolata da figure goliardiche che si alleano per non deprimersi.
Dopo avere ottenuto tiepidi incassi nelle sale all'epoca della sua uscita, i molteplici passaggi televisivi, in particolare sulle reti locali laziali, lo hanno nel tempo rilanciato fino a farne un film di culto per appassionati della commedia all'italiana degli anni 70 nonché per frequentatori più o meno assidui di sale scommesse e ippodromi, consolidando inoltre le carriere di Proietti e Montesano e generando altresì gag e scene comiche rimaste nell'immaginario collettivo. Il film viene per questo ricordato come un unicum per via della sua crescente popolarità a distanza di decenni dall'uscita nelle sale.
Nel 2002 è stato girato un sequel, Febbre da cavallo - La mandrakata, diretto da Carlo Vanzina e con Proietti e Montesano a riprendere i propri ruoli; nel 2010 il film è stato ripresentato alla 67ª Mostra internazionale d'arte cinematografica di Venezia.

## Trama
Bruno Fioretti detto "Mandrake" (in onore del famoso personaggio dei fumetti), indossatore e aspirante attore, Armando Pellicci detto "Er Pomata", ex driver oggi disoccupato, ricco solo di grandi risorse truffaldine, e Felice Roversi, parcheggiatore abusivo, sono tre amici squattrinati alle prese col vizio delle scommesse ippiche. I tre trascorrono gran parte del loro tempo cercando di mettere insieme i soldi per scommettere, solitamente a Tor di Valle ma anche in altri ippodromi italiani.
Un giorno i tre si recano all'ippodromo di Agnano per assistere alla corsa di Can Can, ma il loro cavallo viene battuto dall'indigeno Mambo. Ritornati mestamente a casa, Gabriella, la fidanzata di Mandrake, stanca delle continue mancanze del compagno — che oltre a sperperare denaro, non riesce a fare l'amore quando perde ai cavalli, per una sorta di complesso di colpa — chiede consiglio a una cartomante che, nemmeno a farlo apposta, la induce a giocare una Tris. I tre cavalli indicati dalle carte e dallo stesso Mandrake (Soldatino, King e D'Artagnan) sono tra i peggiori in circolazione; soprattutto Soldatino, il cavallo di proprietà dell'avvocato De Marchis, compagno di scommesse dei tre amici, che, non avendo soldi, è costretto a privarlo persino della biada, subendo inoltre le ire del driver Stelvio Mazza, in perenne attesa degli arretrati.

L'avvocato De Marchis, Mandrake, Felice e Pomata alla sbarra

Il caso vuole che i tre brocchi siano presenti insieme proprio in una corsa a Cesena valevole come Tris. Mandrake sembra così deciso a seguire il consiglio della compagna, ma viene convinto da Pomata a puntare su un altro cavallo (Antonello da Messina, il superfavorito). Il pronostico della cartomante risulta però esatto: Soldatino, King e D'Artagnan vincono la corsa e l'esterrefatto Mandrake, per salvare la propria relazione con Gabriella, le mostra una giocata falsa riempiendola di vane promesse per l'avvenire. Furioso con Pomata per il suo pronostico errato, Mandrake comincia ad aspettarlo sotto casa, insieme a "Er Ventresca", creditore che da tempo aspetta di riscuotere da Armando trecentomila lire, riuscendolo a trovare nel momento in cui questi ha allestito la camera ardente per la defunta nonna in casa sua. Gli ospiti sono accolti dalla sorella di Armando, Giuliana, che per la sua tremenda alitosi è soprannominata Tornado, il vento che uccide. La morte della nonna è, in realtà, una messinscena architettata da Pomata per sfuggire ai numerosi creditori, tra cui appunto Mandrake. Una volta calmate le acque, i tre si vedono costretti a ideare una "super-mandrakata" (così Mandrake definisce le sue geniali truffe) in combutta con Pomata, Felice, De Marchis e Mafalda, quest'ultima un'indossatrice amica di Mandrake, ma particolarmente attiva anche nel campo delle marchette.
Dato lo straordinario vigore trovato da Soldatino, che ha cominciato a vincere brillantemente tutte le corse in cui gareggia, i compari decidono che Mandrake si sostituisca, nell'imminente Gran Premio degli Assi di Tor di Valle, all'imbattibile Jean-Louis Rossini, driver dell'unica vera rivale del cavallo di De Marchis, Bernadette, per rallentarla e vincere puntando su Soldatino, la cui quota di scommessa è comunque ancora molto alta. In questo modo, De Marchis ha anche l'opportunità di trionfare sull'eterno rivale il Conte Dallara, proprietario di Bernadette, che nonostante l'ascesa di Soldatino ha deciso di puntare sulla vincita sicura, dato che Rossini non ha mai perso una corsa. La prima parte del piano riesce perfettamente, con Mandrake pronto a far di tutto per perdere, e Pomata che, travestitosi da commissario di polizia, rapisce Rossini facendogli credere di essere al centro di un complotto, portandolo in un casale fuori città, per farlo "tenere a bada" da Mafalda.
Poco prima della corsa, Stelvio Mazza, stufo dell'avvocato de Marchis che non si decide a pagargli gli arretrati, rifiuta di guidare Soldatino, e al suo posto si auto-candida Pomata, che è un ex driver con regolare patentino. La corsa parte e tutto sembra andare per il verso giusto finché Mandrake, preso dall'impeto della competizione e cercando di non rendere evidente la farsa, dimentica di dover perdere e conduce Bernadette sempre più vicina a Soldatino, che si trova in prima posizione; dopo un testa a testa tra Mandrake e Pomata, Bernadette riesce ad avere la meglio, venendo condotta alla vittoria da Mandrake, suscitando le ire degli amici e dell'avvocato.
Tutta la combriccola finisce in tribunale e qui Mandrake tenta di dissuadere il giudice con un estenuante filippica su "chi è" il giocatore di cavalli in senso lato, per poi terminare con la richiesta delle attenuanti per totale infermità mentale. In questo frangente, Gabriella rivela di aver giocato segretamente la Tris vincente, realizzando così i soldi della vincita, ma proprio quando la condanna sembra ormai scontata si scopre che anche il giudice è uno scommettitore incallito. Al termine di un processo ormai sui generis, tutti vengono assolti. Gabriella riesce finalmente a farsi sposare da Mandrake, che, col suo tacito consenso, fugge durante il viaggio di nozze per recarsi all'ippodromo di Cesena. Tutto torna come prima, con la novità che il giudice entra a far parte del gruppo di scommettitori.

## Protagonisti
- Bruno Fioretti detto Mandrake (per via delle sue «innate doti trasformistiche» e per il «sorriso magico») si definisce attore, ma si arrangia facendo talvolta l'indossatore. Riesce a sbarcare il lunario principalmente facendosi mantenere da Gabriella (la sua fidanzata e proprietaria di un bar) che mal sopporta la sua passione per i cavalli.
- Armando Pellicci detto er Pomata (per via dell'abbondante brillantina nei capelli) è un ex driver, disoccupato, che vive sulle spalle della sorella Giuliana e dell'anziana nonna. Fumatore accanito, Pomata è il "tecnico ippico" del gruppo: conosce infatti a memoria tutti i cavalli e driver immaginabili e si definisce per questo «computer equino», anche se questa peculiarità non lo aiuta a vincere alcuna scommessa.
- Felice Roversi: è un parcheggiatore con poca iniziativa che fa da spalla ai suoi due amici, Pomata e Mandrake; a causa delle continue scorribande dei tre protagonisti, finisce sempre per fare tardi al cambio di turno al lavoro, attirandosi così ogni volta le ire del suo collega sardo.
- Gabriella: è la fidanzata di Mandrake e non sopporta il passatempo (e le perdite) del compagno; possiede un bar, che è la fonte primaria di "sostentamento" dello stesso Mandrake. Alla fine delle numerose vicende riuscirà finalmente a farsi sposare da Bruno, accettandone la passione per il gioco.
- Giuliana: è la sorella di Pomata; lavora in banca ed è costretta a mantenere il fratello nullafacente e l'anziana nonna. Soprannominata Tornado, il vento che uccide a causa del suo terribile alito, nessun uomo riesce ad avvicinarsi a lei, condannandola così a rimanere zitella in eterno.
- Mafalda: è un'amica di Mandrake, anche lei indossatrice anche se il suo vero mestiere è quello di prostituta. Sarà lei a trattenere l'imbattibile driver Jean-Louis Rossini durante la "mandrakata" finale al Gran Premio degli Assi.
- Spartaco detto Er Ventresca è (insieme a Bellicapelli e Er Roscio) uno dei più assidui creditori di Pomata, visto che da ben cinque anni aspetta di riavere indietro trecentomila lire. Uomo corpulento e manesco, Ventresca, che ha ormai perso la pazienza, da un po' di tempo staziona davanti al portone del palazzo dove abita Pomata per reclamare il proprio denaro o, quantomeno, togliersi la soddisfazione di picchiare il debitore; Pomata, per sfuggire alle sue grinfie, è costretto a inventarsi sempre nuovi stratagemmi per uscire e rientrare a casa senza subirne l'aggressione.
- Otello Rinaldi detto Manzotin è un macellaio, nonché «il burino più infame di tutti i burini». Anche lui assiduo frequentatore degli ippodromi, è la vittima preferita delle piccole truffe di Mandrake, Pomata e Felice. Complice l'ingenuità di suo figlio, Manzotin diventa il protagonista di una storica "mandrakata".
- L'avvocato De Marchis: in realtà non un vero avvocato, è anche lui (come Mandrake, Pomata e Felice) un appassionato di cavalli; sposato, riesce a frequentare le tribune vip degli ippodromi grazie al fatto di possedere una piccola scuderia per la quale corre un solo cavallo, Soldatino, i cui continui insuccessi lo hanno portato ad accumulare una serie infinita di debiti.
- Il conte Dallara: è l'antagonista dell'avvocato De Marchis: è infatti il proprietario dell'omonima e quotata scuderia per la quale corre Bernadette, cavalla che, al contrario di Soldatino, è sempre vincente.
- Jean-Louis Rossini: è l'imbattibile driver italo-francese che il Conte Dallara, preoccupato dai recenti exploit di Soldatino, ingaggia per guidare la sua Bernadette nel Gran Premio degli Assi. Il grande guidatore è poi a sua volta vittima della "mandrakata" organizzata da Mandrake, Pomata, Felice e dall'avvocato De Marchis ai danni di Bernadette al Gran Premio: Jean-Louis viene prelevato da Pomata che, spacciandosi per un commissario di Polizia incaricato di proteggerlo da sedicenti rapitori, lo conduce in un alberghetto di periferia dove viene "tenuto a bada" da Mafalda, allo scopo di impedirne la partecipazione al Gran Premio degli Assi.
- Il giudice: è chiamato a decidere riguardo alla colpevolezza di Mandrake, Pomata, Felice, Mafalda e dell'avvocato De Marchis al processo per la tentata truffa al Gran Premio degli Assi, ma in realtà è lui stesso un appassionato di cavalli e scommettitore che da trent'anni frequenta gli ippodromi.
- Nonna di Armando: nonna di Giuliana e del Pomata, quest'ultimo inscena la sua morte per fuggire al giro di creditori del Ventresca e all'ira di Mandrake.
- Stelvio Mazza: il driver di Soldatino; l'avvocato De Marchis ha con Stelvio una lunga e non indifferente scia di arretrati, e sarà proprio la ripicca del fantino (che sospende la biada al cavallo) a sbloccare il potenziale di Soldatino.
- Dottor Magalini: titolare della farmacia dove si reca Pomata per farsi rimborsare farmaci (in realtà fornitigli da un suo complice) con la scusa della morte della nonna.

## Produzione

### Regia

Il regista Steno

Il progetto di Febbre da cavallo risale al 1971, quando Massimo Patrizi cominciò ad abbozzare il soggetto di un film drammatico e di denuncia che affrontasse il tema della dipendenza dal gioco. Presentò così la sua idea al regista e produttore cinematografico Roberto Infascelli, impegnato in quel periodo con la produzione de La polizia ringrazia, opera facente parte di un nutrito e influente filone di film poliziotteschi di denuncia da lui stesso inaugurato; a Infascelli piacque molto la storia, tanto da decidere che Febbre da cavallo sarebbe stata la pellicola che avrebbe prodotto successivamente cosicché, una volta messala in cantiere, ne propose la regia a Steno, da lui già ingaggiato per dirigere La polizia ringrazia, ma a questi la storia non piacque particolarmente e pertanto declinò l'offerta. Durante le riprese de La polizia ringrazia, poi, Infascelli insistette per fargli accettare la regia del film, ma Steno non volle cambiare idea, facendo incrinare i rapporti tra i due, tant'è che il film che realizzò subito dopo fu La polizia sta a guardare, un altro titolo della sua serie poliziottesca di denuncia (che diresse egli stesso tra l'altro), mettendo così da parte il progetto di Patrizi.
Dopo il successo de La polizia chiede aiuto, verso la fine del 1974 Infascelli non aveva idee in mente per qualche altro film e perciò decise di rispolverare il vecchio soggetto di Febbre da cavallo, modificandone però il timbro in uno maggiormente comico, convintosi com'era che una pellicola maggiormente incline allo stile di una classica commedia all'italiana avrebbe abbracciato una fetta di pubblico maggiore rispetto a un'opera drammatica e seria. Dopo che ebbe avuto modo di leggere la nuova stesura della sceneggiatura, ed essendone stavolta rimasto piacevolmente colpito, Steno si decise alla fine ad accettare l'offerta di Infascelli, il quale nel frattempo, tuttavia, ne aveva già affidato la regia a Nanni Loy. I due riuscirono però a trovare un compromesso attraverso uno scambio di progetti: Loy cedette Febbre da cavallo a Steno, il quale in cambio lasciò al collega la regia di Basta che non si sappia in giro, il film a cui stava lavorando. A proposito della pellicola, Steno disse:
Infascelli all'inizio si mostrò riluttante alle scelte stilistiche del regista, ma pur di averlo dietro la macchina da presa accettò tutte le sue condizioni. Steno non era tuttavia esperto del mondo delle corse ippiche, così chiese al figlio Enrico Vanzina di collaborare alla sceneggiatura assieme ad Alfredo Giannetti, dato che da ragazzo Enrico aveva frequentato assiduamente il mondo degli ippodromi.

### Sceneggiatura
L'idea del regista era dunque quella di confezionare una commedia leggera e scattante, oltreché smorzata dai suoi contenuti di critica sociale, un po' sullo stile del suo precedente L'Italia s'è rotta con protagonista Teo Teocoli, Mario Scarpetta e Dalila Di Lazzaro, uscito appunto qualche mese prima di Febbre da cavallo. Infascelli ebbe non poche riluttanze riguardo alla nuova idea di Steno, specie dopo il successo della serie de La Polizia da lui creata e che aveva ben rappresentato il filone cinematografico di denuncia.
Per scrivere la sceneggiatura assieme a Patrizi e Giannetti, Steno coinvolse anche suo figlio Enrico Vanzina, il quale da giovane aveva frequentato gli ippodromi e conosceva bene l'ambiente. Col passare del tempo, Enrico rivelerà che, nonostante ad alcuni fosse parso che certi ruoli fossero stati scritti appositamente per i loro interpreti, in realtà non vi fu alcuna scelta pianificata in fase di scrittura e che le scritturazioni furono opera unicamente di Steno, che a suo dire seppe azzeccare tutte le parti da affidare.
Molti personaggi minori, come la sorella di Armando (Marina Confalone), il driver Stelvio Mazza (Giuseppe Castellano) e Mafalda (Nikki Gentile), vennero aggiunti invece in fase finale di post-sceneggiatura. Il ruolo del giudice inizialmente avrebbe dovuto essere più sostanzioso, ma il regista preferì ridurlo a poco più di un cameo per non appesantire la narrazione.
Inoltre alcune scene, come quella dello spot del whisky e della morte della nonna di Armando, furono parzialmente improvvisate dagli attori, data la grande libertà d'iniziativa che Steno lasciava agli interpreti.

### Cast

Mandrake e Mafalda

Roberto Infascelli inizialmente voleva nel ruolo di protagonista Ugo Tognazzi, che aveva apprezzato molto in Amici miei di Mario Monicelli, oppure Vittorio Gassman. Tognazzi tuttavia non piaceva a Steno, che per questo film voleva un attore romano per la parte principale, mentre Gassman declinò gentilmente l'offerta. Alberto Lattuada aveva da poco finito di lavorare con Gigi Proietti in Le farò da padre, sicché lo suggerì a Steno come papabile protagonista. Il regista accettò il consiglio, nonostante le riluttanze di Infascelli, il quale avrebbe preferito un attore all'epoca maggiormente affermato e conosciuto dal pubblico. Una volta ingaggiato, però, Proietti, grande ammiratore di Gassman, volle adoperare gran parte dello stile teatrale del mattatore per interpretare il ruolo, a tal punto da immedesimarsi nel personaggio. Per il personaggio di Pomata, Infascelli avrebbe voluto il giovane e ancora semisconosciuto Carlo Verdone, ma Steno gli preferì il più noto Enrico Montesano, col quale aveva tra l'altro già lavorato nel già citato L'Italia s'è rotta, dove interpretava il ruolo di un rapinatore romano; Montesano all'inizio fu parecchio indeciso se accettare, poiché da lì a poco avrebbe dovuto essere sul set de Il marito in collegio di Maurizio Lucidi, il quale però acconsentì a posticipare le riprese del suo film per permettere a Montesano di prendere parte a entrambi i progetti.
Poco dopo il produttore assunse Francesco De Rosa nel ruolo di Felice, e Catherine Spaak per quello di Gabriella, parte inizialmente proposta a Edwige Fenech, storica interprete della commedia sexy all'italiana, che, dopo essersi concessa un periodo di riflessione per ponderarne la parte, finì per rifiutarla. Adolfo Celi era stato inizialmente considerato per il ruolo dell'avvocato De Marchis, ma Steno suggerì a Infascelli di affidargli la parte del giudice, più seria e imponente, e quindi più adatta al carisma dell'attore, rispetto a quella più goliardica dell'avvocato, che invece andò a Mario Carotenuto, grande amico di Infascelli.

L'avvocato De Marchis

Altri caratteristi come Gigi Ballista, Nikki Gentile e Renzo Ozzano vennero assunti per ruoli minori del film: l'attrice Marina Confalone raccolse una discreta notorietà per il ruolo della sorella di Pomata, così come un altro caratterista, Ennio Antonelli, nella parte del macellaio Otello Rinaldi; Antonelli venne convinto a prendere parte al film da Montesano, poiché entrambi si conoscevano bene. È infine presente un cameo del giornalista Alberto Giubilo, storica voce dell'ippica italiana dell'epoca, nei panni di sé stesso.
Questo è inoltre l'unico film, assieme a Brancaleone alle crociate, in cui Gigi Proietti è accreditato come «Luigi Proietti», suo nome completo.

### Riprese

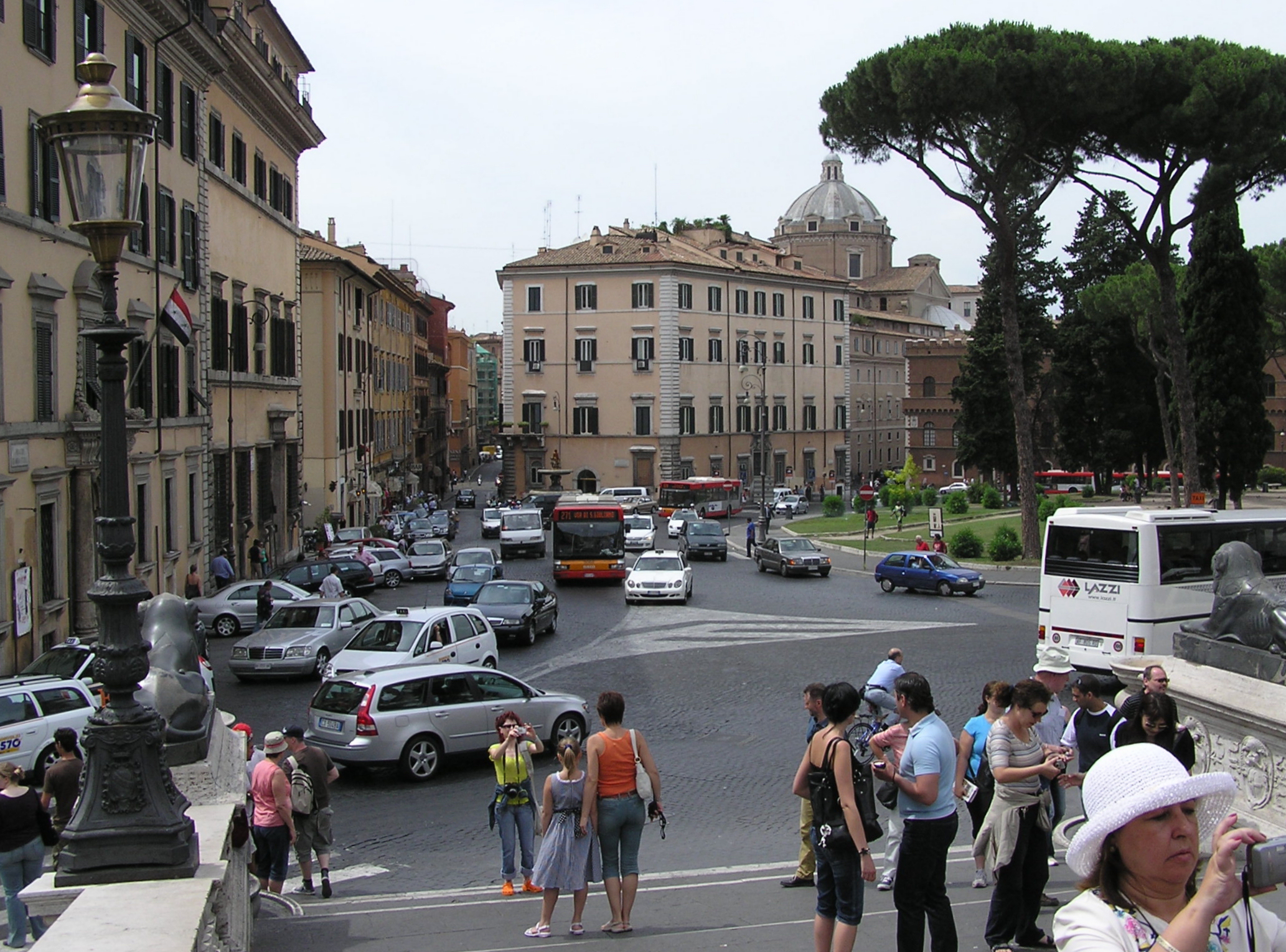
Piazza d'Aracoeli a Roma

Le riprese cominciarono il 20 giugno 1975 a Roma, in piazza Margana: la prima scena girata fu quella di sera, in cui i tre protagonisti discutono su quale cavallo giocare il giorno dopo a Napoli. Qui venne filmata anche la sequenza del carosello del whisky Vat 69, tra San Girolamo dei Croati e la vecchia teca del Morpurgo dell'Ara Pacis (demolita nei primi anni 2000), e quella della truffa a Manzotin. In seguito Steno preferì girare il film in un vero ippodromo, e alla fine scelse quello di Tor di Valle; Infascelli invece avrebbe voluto girare tutto in studio.
Le scene nei vari ippodromi presenti nel film sono tutte girate all'ippodromo Tor di Valle. La prima sequenza filmata in ordine cronologico fu quella iniziale, durante la quale, però, gli attori non riuscivano a mantenere tutti l'occhio fisso in un punto, ma tendevano spesso a cambiare traiettoria; quando Infascelli se ne accorse, prese un bastone con una bandiera e iniziò a correre per l'ippodromo fingendo di essere lui il cavallo che gli attori avrebbero dovuto guardare, in modo da dare l'impressione che stessero davvero assistendo a una corsa.
Gran parte del film è stato girato tra piazza d'Aracoeli e piazza Margana: nella prima Gabriella gestisce il Gran Caffè Roma, locale tuttora esistente sebbene rimaneggiato; nella seconda, in un angolo defilato, si trova il portone della casa di Pomata. L'ospedale dove il Pomata ricetta i medicinali rubati da Luciano Bonanni è il Fatebenefratelli sull'isola Tiberina; la farmacia Magalini esiste ancora.

Mandrake e Pomata all'ippodromo Tor di Valle di Roma

Le scene in treno sono state girate sulla linea Roma-Formia-Napoli, mentre quelle ambientate nella stazione ferroviaria di Napoli sono in realtà riprese a Roma Termini. Infine, la sequenza in cui l'auto di Mandrake si ferma senza benzina è girata sulla via Ostiense, tra Tor di Valle e Vitinia. L'ambiente del gioco e della competizione fu una sorpresa per tutti i membri del cast, che in un certo senso si fecero condizionare dall'adrenalina delle corse che, poi, avrebbe in un certo senso contribuito a rendere ancor più veritiere le interpretazioni.
Tra le altre location, la hall dell'hotel in cui arriva Mandrake nei panni del finto Jean-Louis Rossini è quella del Westin Excelsior di via Vittorio Veneto, sempre a Roma.
Le riprese terminarono nell'agosto 1975. Nella scena del carosello del Vat 69 l'attore che interpreta il regista (Fernando Cerulli) è doppiato proprio da Steno.

## Colonna sonora
La colonna sonora del film fu composta da Franco Bixio, Fabio Frizzi e Vince Tempera; le musiche furono dirette dal maestro Tempera, inoltre la scena in cui Mandrake riferisce a Mafalda di aver perso la tris, è basata sulle note de Il tango delle capinere di Bixio Cherubini e Cesare Andrea Bixio.

## Distribuzione
Febbre da cavallo venne distribuito nelle sale italiane il 29 ottobre 1976. A seguito del successo ottenuto, nel 1988 venne distribuito anche in Germania Ovest, e in tempi più recenti anche Stati Uniti e Francia. Televisivamente venne trasmesso a partire dai primi anni 1990 sulle reti private regionali in syndication e poi, visto l'ottimo riscontro di pubblico, anche sulle reti nazionali Rai e Mediaset; mentre nel 2007 è stato spesso ritrasmesso dal canale satellitare Sky Cinema Comedy.

### Edizioni home video
Il film è stato distribuito in VHS nel 1988 dalla Euro International Film, che lo ha distribuito anche nelle sale, della durata di 94 minuti. In seguito la pellicola è stata distribuita in DVD dalla Federal Video nel settembre 2001.
In occasione dei 40 anni del film, dal 6 aprile 2016 la pellicola è stata ridistribuita dalla Videa in DVD e anche in Blu-ray Disc, in versione restaurata, con l'aggiunta di un trailer e una galleria fotografica. Questa versione è stata poi trasmessa per la prima volta il successivo 12 ottobre da Sky Cinema Comedy.

## Accoglienza
Come ricorderà in seguito Gigi Proietti, alla sua uscita Febbre da cavallo passò quasi inosservato. Al pari di molte commedie italiane del tempo, venne generalmente bollato come un «filmetto», ricevendo consensi freddi sia dalla critica sia dal pubblico, affibbiandogli la nomea di pellicola «senza infamia e senza lode»; seppur, a proposito della sua produzione, Nikki Gentile ricorderà che «mentre lo giravo sentivo che era un bel film, era qualcosa di particolare, di diverso [...] di magico».
Generalmente la stampa italiana dell'epoca non fu tenera nei confronti della pellicola. In un articolo de la Repubblica del 2 novembre 1976 Renzo Fegatelli scrisse:
(Renzo Fegatelli, la Repubblica, 2 novembre 1976)
Nemmeno il dizionario di Paolo Mereghetti fu favorevole, bollandolo semplicemente come una «commedia sbrigativa». Venne ben visto solo dal dizionario di Morando Morandini, il quale disse:
(Morando Morandini, Dizionario del film)
Anche al botteghino il film non ebbe un gran successo, incassando poco più di 200 milioni di lire. Inoltre quando nel 1985 Masolino D'Amico pubblicò il libro La commedia all'italiana, dedicato ai grandi successi del genere, il film di Steno non venne neanche menzionato.

### Riscoperta
(Gigi Proietti, 2008)
Quella di Febbre da cavallo sembrò essere una semplice parentesi nella carriera dei suoi vari interpreti fino alla fine degli anni 1980. Gigi Proietti nello stesso anno firmerà a teatro A me gli occhi please, uno dei suoi più grandi successi teatrali, anche se a livello cinematografico non ebbe molte proposte interessanti; Steno aveva in realtà dedicato poco tempo alla pellicola rispetto ai suoi soliti standard, convinto che sarebbe stata presto dimenticata e preferendo dedicarsi al più ambizioso Doppio delitto con Marcello Mastroianni; Enrico Montesano da lì a poco condurrà il fortunato show Quantunque io e, differentemente da Proietti, otterrà grandi consensi anche al cinema con film come Il conte Tacchia, I due carabinieri e Grandi magazzini.
Durante i primi anni 1990, come accadeva per molte pellicole dei due decenni precedenti, il film cominciò a essere ritrasmesso da molte emittenti locali di Roma come T9 e Gold TV, spesso in collane celebrative della filmografia di Steno (scomparso nel 1988); a ognuno di questi passaggi il film aumentava sempre più l'ascolto: «Il segreto? Semplicemente il fatto che faceva ridere», chioserà Proietti. Ciò fece nascere anche una numerosa fanbase di cosiddetti "febbristi", anche tra gli scommettitori, portando alla nascita di numerosi locali e all'uscita di altrettanti libri dedicati, soprattutto tra il popolo capitolino. Questo fece sì che il film venisse ritrasmesso anche dalle televisioni private nazionali, ottenendo anche in questo caso un buon successo.
In tal senso, Gentile riassumerà l'amore della città eterna verso la pellicola, nel fatto che Febbre da cavallo «è Roma [...] semplicemente Roma! C'è tutta Roma in quel film...»; questo curioso particolare contribuì alla consacrazione della pellicola a film di culto. Inoltre a partire dai primi anni 2000 la pellicola venne rivalutata anche dalla critica: il dizionario di Paolo Mereghetti, che all'uscita aveva stroncato il film assegnandogli 1,5 stelle su 4, lo descrive come «un sense of humor irresistibile» assegnandogli 2,5 stelle. Sull'Internet Movie Database, uno dei maggiori siti di critica cinematografica, l'opera ha una valutazione positiva di 7,4 su 10; il sito MYmovies.it gli assegna invece un voto di 3,92 su 5.
Questa sorta di resurrezione del film si concretizzerà definitivamente nel 2001 quando, oltre all'annunciato sequel diretto dai figli di Steno, il giornalista Alberto Pallotta pubblica un libro sul film dal titolo Febbre da cavallo, presentato all'isola del cinema di Roma, comprendente la sceneggiatura integrale del film, recensioni e statistiche dell'epoca, dietro le quinte e altro. Pallotta dice che: «È stato un film salva serate, specie per i giovani, che si sono spesso ritrovati per vederlo la sera». Enrico Vanzina, nella prefazione del libro, attribuisce al padre Steno gran parte della riuscita dell'opera, sottolineando la grande maestria nell'aver scelto gli interpreti ideali al ruolo affidatogli.
Con la diffusione di Internet nasceranno anche diversi siti web interamente dedicati al film. A riprova di questo acquisito status, nel 2010 la pellicola venne anche ripresentata alla 67ª Mostra internazionale d'arte cinematografica di Venezia, nell'ambito della retrospettiva La situazione comica (1937-1988) dedicata ai «grandi dimenticati» del cinema comico italiano.

## Sequel
Del film è stato girato un sequel nel 2002, Febbre da cavallo - La mandrakata, scritto da Enrico e Carlo Vanzina, figli di Steno, e diretto dallo stesso Carlo. Il film vede il ritorno dei personaggi di Gigi Proietti e, in un cameo, di Enrico Montesano.

### Videografia
- Marco Giusti, Stracult: Febbre da cavallo, Rai 2.
- Andrea Pellizzari, Speciale Sky: Febbre da cavallo, Sky Cinema.